# Henck Arron
Henck Alphonsus Eugène Arron (Paramaribo, 25 de abril de 1936 – Alphen aan den Rijn, 4 de dezembro de 2000) foi um político e primeiro ministro surinamês que desempenhou um papel importante na independência do Suriname.
Serviu como primeiro ministro de 24 de dezembro de 1973 até 25 de fevereiro de 1980, quando foi deposto e preso pela Revolução dos Sargentos, um golpe militar liderado por Dési Bouterse. Em 1987, Arron foi eleito vice-presidente do Suriname e serviu até o natal de 1990, quando o governo foi derrubado por outro golpe de estado.
Ele morreu em 4 de dezembro de 2000, em Alphen aan den Rijn, na Países Baixos.